# Араго, Франсуа Жан Доминик
Доминик Франсуа Жан Араго́ (фр. Dominique François Jean Arago), известный как Франсуа Араго (фр. François Arago; 26 февраля 1786[…], Эстажель, Королевство Франция[…] — 2 октября 1853[…], Париж, Вторая французская империя[…]) — французский физик, астроном и политический деятель; брат Жака Араго и Этьена Араго.
Член Парижской академии наук (1809), иностранный член Лондонского королевского общества (1818), иностранный почётный член Петербургской академии наук (1829).

## Биография
Доминик Франсуа Жан Араго родился 26 февраля 1786 года в Эстажеле, близ Перпиньяна.
В возрасте 18 лет Араго поступил в Политехническую школу, а в 1806 году получил место секретаря в "Бюро долгот". Состоя в этой должности, он продолжал вместе с Жаном-Батистом Био и испанскими комиссарами Шэ и Родригесом измерение меридиана на пространстве от Барселоны до острова Форментеры, начатое Деламбром и Мешеном, и был на Майорке как раз в то время, когда в Испании началось восстание против Наполеона. Там Араго был арестован и провёл несколько месяцев в заключении в Бельверской цитадели вблизи Пальмы. Будучи освобождён, он пытался переправиться в Алжир, чтобы оттуда переплыть в Марсель на алжирском корабле, но корабль захватил испанский крейсер, и Араго доставили в форт Росас. Наконец по ходатайству алжирского дея он был освобождён и снова пытался возвратиться в Марсель, но вблизи самой гавани поднялась буря, и корабль Араго прибило волнами к сардинскому берегу, откуда, однако, ему удалось добраться до Алжира. Но прежний дей уже был убит, а новый правитель внёс Араго в список рабов и использовал его как переводчика на судах корсаров. Только в 1809 году, по неоднократному ходатайству французского консула, Араго получил свободу и, наконец, достиг Марселя, едва спасшись от преследования английского фрегата. Несмотря на все приключения, Араго сумел сберечь результаты своих наблюдений, которые он представил в труде «Recueil d’observations géodésiques, astronomiques et physiques».
Вскоре после этого, в возрасте всего лишь 23-х лет, он был избран в Академию наук на освободившееся место Лаланда и назначен Наполеоном I профессором Политехнической школы.
В 1812 году у него родился сын Франсуа Виктор Эммануэль, будущий дипломат, министр юстиции и министр внутренних дел Франции.
В Политехнической школе Араго преподавал до 1831 года математический анализ в геодезии. Позднее он занимался главным образом астрономией, физикой (в особенности поляризацией света, гальванизмом и магнетизмом), метеорологией и физической географией.
Иностранный член Баварской академии наук (1843).

## Научные заслуги
Заслуги Араго в различных областях науки огромны. Обладая проницательным умом и необыкновенной наблюдательностью, он вносил новое в каждый из разделов, которым занимался. Так, например, живя уединённо на своих геодезических станциях в Испании, он заметил, что его зрение свободно проникало до морского дна, усеянного подводными камнями, и это простое наблюдение привело его к любопытнейшим исследованиям об отношении света, отражающегося от поверхности воды под острыми углами, к свету, идущему прямо с морского дна. Узнав это отношение, он применил его к открытию подводных камней посредством турмалиновой пластинки, вырезанной параллельно оси двойного преломления.
Араго сделал целый ряд открытий, значительно продвинувших науку вперёд. В 1789 году он выступил соучредителем журнала "Анналы химии и физики". Самым плодотворным периодом его деятельности было время с 1811 по 1824 годы. В течение этих тринадцати лет Араго:
1. Открыл поляризацию рассеянного света неба.
2. Произвёл точные наблюдения над перемещением цветных полос, происходящих от встречи двух лучей, из которых один проходит через тонкую прозрачную пластинку.
3. Экспериментально подтвердил существование светлого пятна в центре геометрической тени непрозрачного объекта (пятно Пуассона-Араго), что стало одним из решающих доказательств правильности теории дифракции, разработанной Френелем.
4. Первый заметил, что железные опилки притягиваются проводником электричества в опыте Эрстеда
5. Первым пропустил электрический ток по спирали со вложенной в неё стрелкой, которая намагничивалась и разряжением лейденской банки, и током Вольтова столба.
6. Установил связь между полярными сияниями и магнитными бурями.
7. Находясь в Гринвиче, заметил так называемый магнетизм вращения — действие вращающейся металлической пластинки на магнитную стрелку.

Наблюдая с Гумбольдтом в 1825 году силу магнетизма посредством качаний стрелки наклонения, он указал своему сотруднику, что качания стрелки быстро прекращаются, когда возле неё находятся металлические или неметаллические тела. Это наблюдение он применил к объяснению явлений при вращении ледяных или стеклянных кружков над магнитной стрелкой, находящейся в покое.
До конца жизни Араго не переставал делать крайне важные и полезные открытия. Так, открыв цветную поляризацию, он изобрёл полярископ, фотометр, цианометр и множество других полезных приборов для изучения оптических явлений. Свои наблюдения над цветной поляризацией он с успехом применил к изучению света, атмосферы и солнца и открыл так называемую «среднюю точку поляризации» (точку, в которой поляризация незаметна). Араго применил интерференцию света к объяснению сверкания звёзд; эта теория приведена Гумбольдтом в 4-м томе его «Путешествия в равноденственные страны».
Когда в 1835 году Уитстон, исследуя скорость электричества и света, построил остроумный прибор из вращающихся зеркал, Араго быстро сообразил, что подобным устройством можно определить скорость света, и представил в 1838 году план новых опытов. Механик Бреге занялся изготовлением этих приборов, но тут встретилось множество затруднений, и только в 1850 году ему удалось добиться удовлетворительных результатов, но к этому времени у Араго сильно ослабло зрение, так что он не мог приняться за опыты. На заседании Института 29 апреля 1850 года он откровенно заявил: «я принуждён ограничиться только изложением задачи и указанием на верные способы её решения». Два талантливых физика — Физо и Фуко — не замедлили воспользоваться его ценными указаниями, определили скорость света в атмосфере и в своих докладах Академии наук, первый в 1850 г., второй в 1851 г., дали твёрдые основы теории света, опровергнув существовавшую гипотезу истечения. Многочисленные открытия и работы Араго изложены в его сочинениях, которые разделены Гумбольдтом на 5 частей: астрономические (особенно известна среди них «Общепонятная астрономия», или изложение публичных астрономических лекций Араго с 1812 по 1845 год, переведённая на русский язык), а также труды по оптике, электромагнетизму, метеорологии и физической географии.

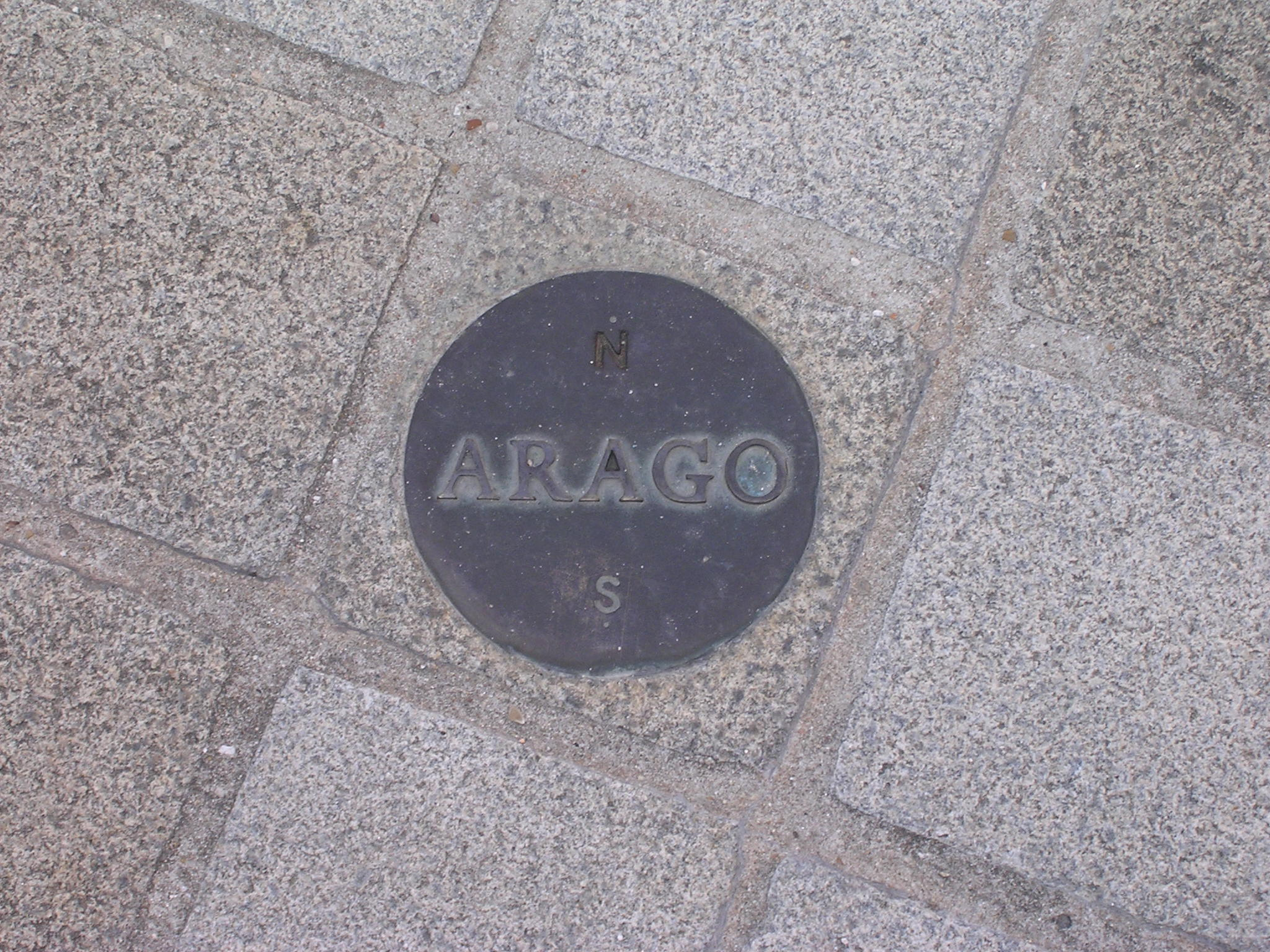
Араго-медальон рядом с пирамидой Лувра

В 1806 году Араго точно измерил парижский меридиан, определённый в 1718 году Жаком Кассини. Этот меридиан являлся до 1884 года нулевым меридианом. Он проходит через Парижскую обсерваторию и обозначен по всему Парижу с помощью столбиков, а также специальных отметок (бронзовых Араго-медальонов в честь знаменитого физика) на мостовых, тротуарах и зданиях, в том числе и на Лувре.
Кроме того, Араго опубликовал первую в мировой научной литературе обстоятельную работу о шаровой молнии, обобщив собранные им 30 наблюдений очевидцев, чем положил начало исследованию этого природного явления.
Араго стал первым, кто объявил о создании фотографии, прочитав доклад о работах Дагера и Ньепса 7 января 1839 года на заседании Французской академии наук. Он же способствовал покупке изобретения правительством Франции, сделавшей дагеротипию общественным достоянием. Его имя внесено в список величайших учёных Франции, помещённый на первом этаже Эйфелевой башни.
Причастен к открытию Нептуна — участвовал в научной переписке с ведущими учёными о проблеме возмущений орбиты планеты Уран; летом 1845 года как директор Парижской обсерватории и глава французской астрономии того времени обратился к У. Ж. Ж. Леверье, предложив заняться «проблемой Урана» и произвести математический анализ движения Урана. Фраза Араго о Нептуне «планета, открытая на кончике пера» стала крылатой.
В честь Араго назван астероид (1005) Араго, открытый в 1923 году, и кратер Араго на Луне.

## Общественная деятельность

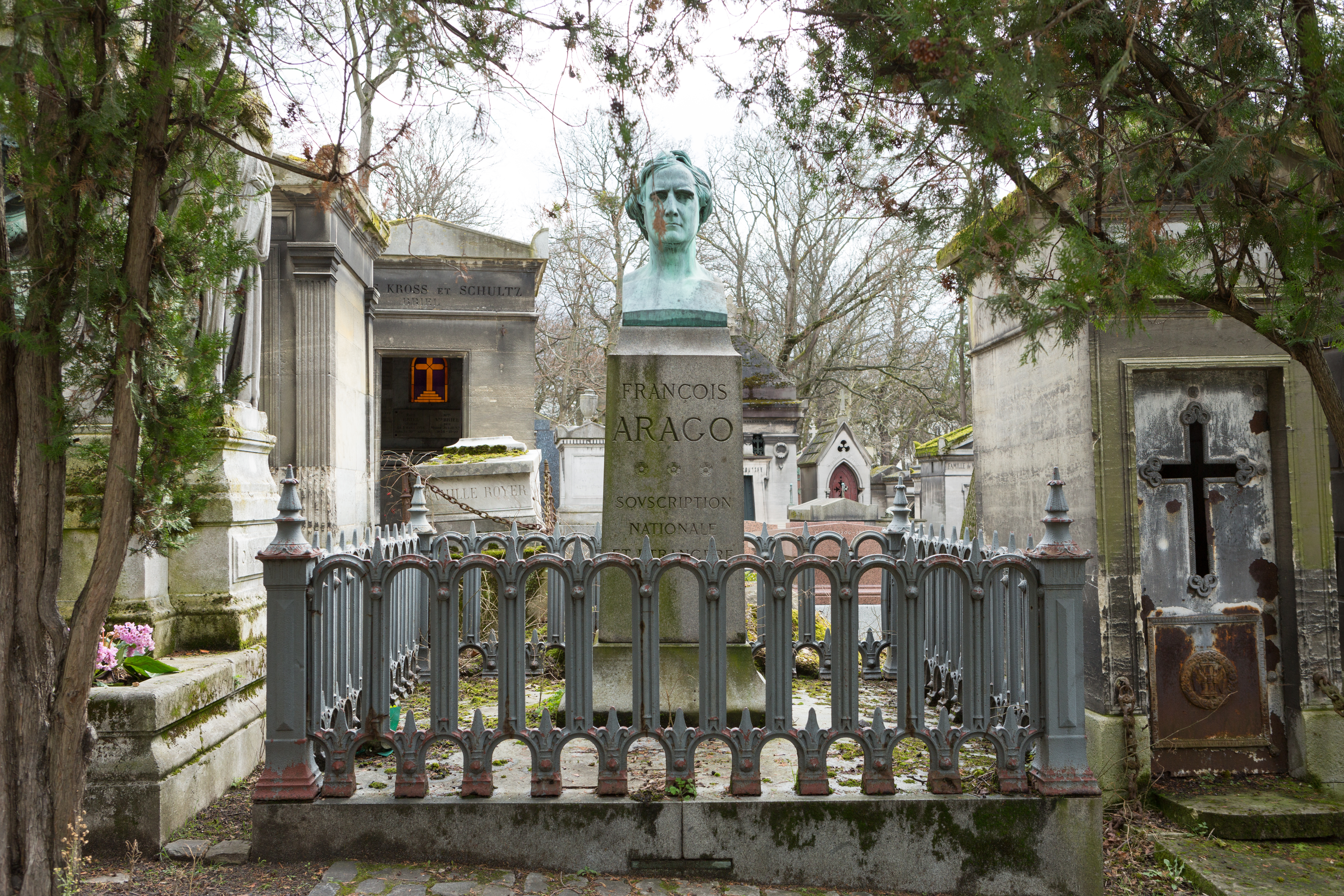
Могила Араго

Значительный интерес представляет его автобиография, в которой Араго проявляет себя идеально честным, беспристрастным, твёрдым человеком и гражданином, каким он и был в самом деле, по свидетельству его биографов-современников. Араго опубликовал множество статей в «Mémoires», «Comptes rendus» и в «Annales de chimie et de physique», которые он издавал вместе с Гей-Люссаком, причём в одном только этом журнале им было помещено более 80 статей, а начиная с 1824 года Араго разместил целую серию популярных сочинений в «Annuaire des longitudes», часть которых не раз переводилась на другие языки и также помещена вместе с «Eloges» и прочими его статьями в Барралевском издании трудов Араго («Oeuvres», 17 томов, Париж, 1854—1862; немецкий перевод Ганкеля, с введением А. Гумбольдта, 16 томов, Лейпциг, 1854—1860). Его сочинения отличаются ясным изложением труднейших научных вопросов.
Араго играл немаловажную роль также в политике. Он был в своё время одним из самых популярных людей во Франции. Избирательной коллегией в Перпиньяне он был выбран в 1831 году членом палаты депутатов, где и примкнул к самой крайней «левой» республиканской оппозиции. Войдя после Февральской революции 1848 года в состав Временного правительства, Араго выполнял одновременно обязанности по военному и морскому министерствам и в то же время состоял членом исполнительной комиссии. Как государственный деятель, Араго твёрдо отстаивал основные пункты государственного строя против социалистических движений и проявил решимость в подавлении Июньского восстания. Вслед за этим он участвовал в Национальном собрании, в звании члена Военного комитета. После государственного переворота 2 декабря 1851 года Араго занял место директора обсерватории, несмотря на то, что отказался принести новому правительству Наполеона III должностную присягу, от которой и был освобождён. Умер в Париже 2 октября 1853 года. Открытие памятника Араго в Перпиньяне состоялось 21 сентября 1879 года.

## Память
Араго стал одним из персонажей «Повести о смерти» Марка Алданова (1952 — 1953 годы). Даниил Гранин написал биографию Араго — «Повесть об одном учёном и одном императоре».

## В астрономии
В честь Араго назван астероид (1005) Араго, открытый 5 сентября 1923 года русским астрономом Сергеем Белявским в Симеизской обсерватории на Крымском полуострове